# Vogia pertinax
Vogia pertinax är en fjärilsart som beskrevs av Felder 1874. Vogia pertinax ingår i släktet Vogia och familjen nattflyn. Inga underarter finns listade i Catalogue of Life.